# Chen Deng
Chén Dēng (chinesisch 陳登 / 陈登, * 170; † 209), Großjährigkeitsname Yuanlong, war ein Stratege der späten Han-Dynastie.
Er lebte mit seinem Vater Chen Gui in der Xu-Provinz. Als der Kriegsherr Lü Bu sie im Jahr 193 eroberte und den Statthalter Liu Bei vertrieb, unterwarf sich Chen Deng dem Kriegsherrn zum Schein, um seinen Sturz planen zu können. Trotz der Warnungen seines Beraters Chen Gong zog Lu Bu mit seinen Truppen gegen den mächtigen Kriegsherrn Cao Cao aus, musste sich jedoch nach einer vernichtenden Niederlage zurückziehen. Während seiner Abwesenheit übernahm Chen Deng die Kontrolle über die Stadt und verwehrte Lu Bu den Eintritt. Er übergab die Stadt an Cao Cao und trat in Liu Beis Dienste ein.
Lu Bu war gezwungen, sich nach Xiapi zurückzuziehen, seiner letzten Bastion. Dort wurde er in seiner letzten Schlacht von seinen Offizieren Song Xian und Wei Xu verraten und von Cao Cao hingerichtet.